# Grenzenmühle
Grenzenmühle, früher auch Gränzenmühle, ist ein Wohnplatz auf der Gemarkung des Ortsteils Oberwittighausen der Gemeinde Wittighausen im Main-Tauber-Kreis im fränkisch geprägten Nordosten Baden-Württembergs.

## Geographie

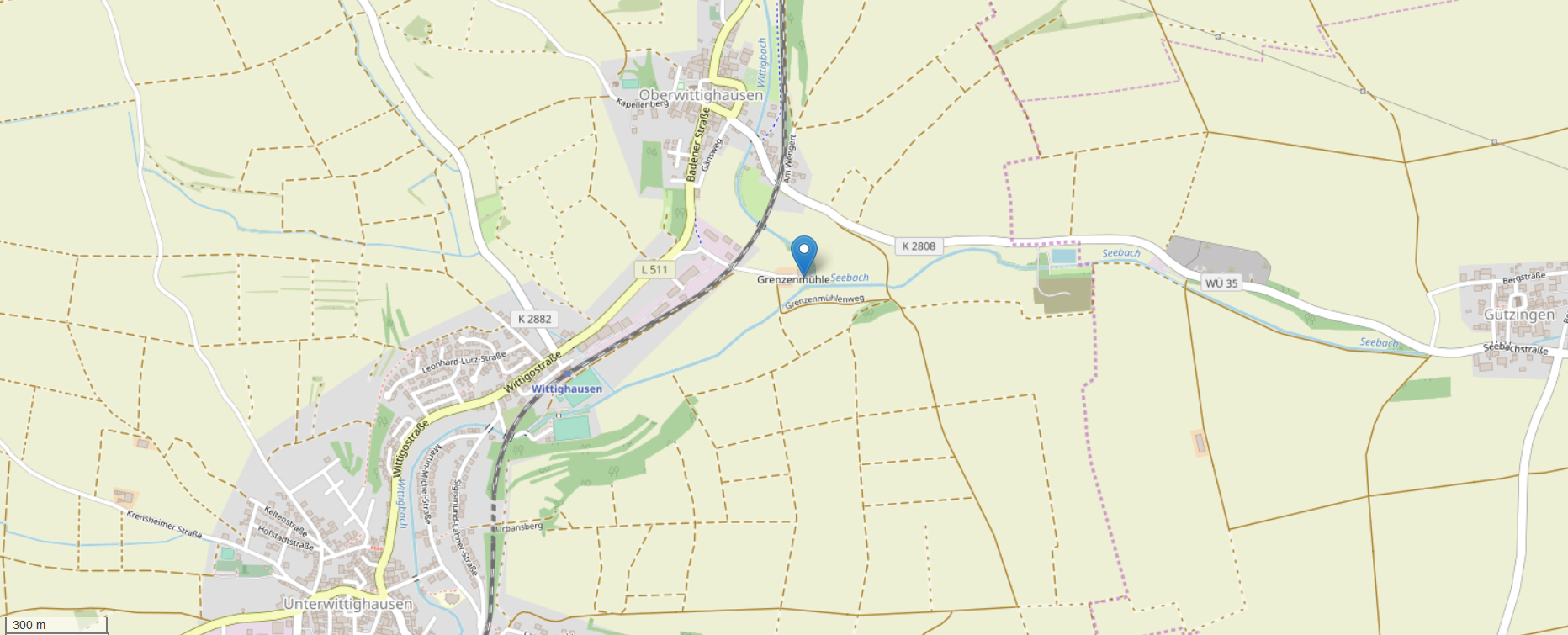
Lage der Grenzenmühle

Der Wohnplatz Grenzenmühle liegt zwischen den Wittighäuser Ortsteilen Ober- und Unterwittighausen. Am Wohnplatz entsteht der Wittigbach aus seinen beiden Oberläufen Schafbach (von rechts) und Seebach (von links). Von der Grenzenmühle an führt der neu entstandene Wittigbach in etwa südwestlicher Richtung durch den Ortsteil Unterwittighausen.

## Geschichte
Auf dem Messtischblatt Nr. 6325 „Wittighausen“ von 1881 war der Wohnplatz als Gränzenmühle mit fünf Gebäuden verzeichnet. Der Wohnplatz Grenzenmühle kam als Teil der ehemals selbständigen Gemeinde Oberwittighausen am 1. September 1971 zur neu gegründeten Gemeinde Wittighausen.

## Kulturdenkmale
Kulturdenkmale in der Nähe des Wohnplatzes Grenzenmühle sind in der Liste der Kulturdenkmale in Oberwittighausen erfasst.

## Verkehr
Der Wohnplatz Grenzenmühle ist am Ortsende von Unterwittighausen in Richtung Oberwittighausen über einen von der L 511 abzweigenden Wirtschaftsweg zu erreichen.